# Louis Armstrong and Duke Ellington: The Great Summit
Louis Armstrong and Duke Ellington: The Great Summit/Complete Sessions è un album discografico del 1961 dei musicisti e compositori jazz Duke Ellington e Louis Armstrong. La ristampa in formato CD del 2001 della Blue Note Records non solo contiene le tracce dei due album originali Together for the First Time e The Great Reunion, ma anche un secondo CD con varie versioni alternative. Entrambi impiegarono una band ridotta, i Louis Armstrong's All Stars, e suonarono classici di Ellington come Mood Indigo e Black And Tan Fantasy.

## Tracce
CD 1
- Album originali Together for the First Time e The Great Reunion

1. Duke's Place
2. I'm Just a Lucky So-and-So
3. Cotton Tail
4. Mood Indigo
5. Do Nothing till You Hear from Me
6. Beautiful American
7. Black and Tan Fantasy
8. Drop Me Off in Harlem
9. The Mooche
10. In a Mellow Tone
11. It Don't Mean a Thing (If It Ain't Got That Swing)
12. Solitude
13. Don't Get Around Much Anymore
14. I'm Beginning to See the Light
15. Just Squeeze Me (But Please Don't Tease Me)
16. I Got It Bad (and That Ain't Good)
17. Azalea

CD 2
- Alternate Takes

1. In a Mellow Tone
2. I'm Beginning to See the Light
3. Do Nothin' Till You Hear From Me
4. Don't Get Around Much Anymore
5. Duke's Place
6. Drop Me Off in Harlem
7. I'm Just a Lucky So-and-So
8. Azalea
9. Black and Tan Fantasy
10. Band Discussion on Cotton Tail

## Formazione
- Duke Ellington - pianoforte
- Louis Armstrong - tromba, voce
- Barney Bigard - clarinetto
- Trummy Young - trombone
- Mort Herbert -contrabbasso
- Danny Barcelona - batteria